# Lithocarpus fenestratus
Lithocarpus fenestratus (Roxb.) Rehder – gatunek roślin z rodziny bukowatych (Fagaceae Dumort.). Występuje naturalnie w północno-wschodniej części Indii, Bhutanie, północno-wschodniej Mjanmie, północnej części Tajlandii, Laosie, północno-wschodnim Wietnamie oraz Chinach (w środkowej i południowej części Guangdongu, południowo-zachodnim Kuangsi, na wyspie Hajnan, w Junnanie i południowo-wschodnim Tybecie). 

## Morfologia
PokrójZimozielone drzewo dorastające do 25–30 m wysokości.
LiścieBlaszka liściowa ma eliptycznie owalny lub podłużnie owalny kształt. Mierzy 5–22 cm długości oraz 2–7 cm szerokości, jest całobrzega, ma klinową nasadę i ostry lub spiczasty wierzchołek. Ogonek liściowy jest owłosiony i osiąga 5–10 mm długości.
OwoceOrzechy o kształcie od stożkowatego do kulistego. Osadzone są pojedynczo w miseczkach o kulistym kształcie, które mierzą 10–28 mm średnicy. Orzechy otulone są w miseczkach do 60–80% ich długości.

## Biologia i ekologia
Rośnie w wiecznie zielonych lasach. Występuje na wysokości do 1700 m n.p.m. Kwitnie od sierpnia do października, natomiast owoce dojrzewają od sierpnia do grudnia.